# Історія інформаційних технологій
Історія інформаційних технологій почалася задовго до появи в 20 столітті сучасної дисципліни інформатики. Ця історія бере початок від винаходів механічних обчислювальних машин та математичних теорій та веде до сучасних концепцій та комп'ютерів.

## Апаратне забезпечення

### Комп'ютери
- 21 січня 1888 — відбулося часткове випробування Аналітичної машини Беббіджа, яку побудував його син; було успішно обчислено число Пі.
- 12 травня 1941 — Представлена увазі наукової громадськості Z3 — програмована обчислювальна машина, що володіє всіма властивостями сучасного комп'ютера, створена німецьким інженером Конрадом Цузе.
- 1944 — запущено Марк I — перший американський програмований комп'ютер.
- 2 жовтня 1955 — зупинений ENIAC, одна з перших цифрових обчислювальних машин.
- 13 вересня 1956 — компанія IBM представила перший накопичувач на твердих магнітних дисках («вінчестер») RAMAC об'ємом 5 Мегабайт
- 12 вересня 1958 — в компанії Texas Instruments запрацювала перша мікросхема (винахідниками мікросхеми вважають Джека Кілбі і одного із засновників Intel Роберта Нойса)
- 19 грудня 1974 — надійшов у продаж комп'ютер Altair 8800
- 3 квітня 1986 — корпорація IBM оголошує про випуск першої моделі портативного комп'ютера: лаптоп IBM 541, або РС Convertible на процесорі Intel 8088, важив 5,4 кг
- 1987 — Intel представляє новий варіант процесора 80386DX з робочою частотою 20 МГц. IBM випускає новий комп'ютер PS/2, який, однак, не повторює успіху свого попередника. Перша модель була укомплектована процесором 8088 з частотою 8 МГц, 640 кбайт оперативної пам'яті, твердим диском на 20 Мбайт, 3,5-дюймовим дисководом для дискет ємністю 720 кбайт. На деяких комп'ютерах встановлено перший варіант операційної системи OS/2, розробленої спільно IBM і Microsoft. Вартість першої моделі — 2090 дол. Шведський Національний Інститут Контролю і Вимірювань стверджує стандарт MRP — перший стандарт допустимих значень випромінювань моніторів. U. S. Robotics представляє модем Courier HST 9600 (швидкість — 9600 бод).
- 1988 — Compaq випускає перший комп'ютер з оперативною пам'яттю 640 кбайт — стандартна пам'ять для всіх наступних поколінь DOS. Intel представляє «урізаний» варіант процесора класу 386 — 80386SX (з відключеним співпроцесором). Робочі частоти — 16 — 33 МГц, продуктивність 2-3 млн операцій в секунду. Колишній «еппловец» Стів Джобс і заснована ним компанія NeXT Computer випускають першу робочу станцію NeXT, оснащену новим процесором Motorola, фантастичним об'ємом оперативної пам'яті (8 Мбайт), 17-дюймовим монітором і твердим диском на 256 Мбайт. Ціна комп'ютера — 6500 дол. На комп'ютерах був встановлений перший варіант операційної системи NeXTSTEP. Hewlett-Packard випускає перший струменевий принтер серії DeskJet. Перший диск CD-RW створений компанією Tandy.
- 1989 — Creative Labs представляє Sound Blaster 1.0, 8-бітну монофонічний звукову карту для PC. Intel випускає першу модель процесора сімейства 486DX (1,25 мільйонів транзисторів, в пізніших моделях — до 1,6) з частотою 20 МГц і швидкістю обчислень в 20 млн операцій в секунду. IBM випускає перший вінчестер ємністю в 1 Гбайт — «модель 3380», з вагою більше 250 кг і вартістю 40 000 дол. США. Народження стандарту SuperVGA (роздільна здатність 800x600 пікселів з підтримкою 16 тисяч кольорів).
- 1990 — Intel представляє новий процесор — 32-розрядний 80486SX. Швидкість — 27 млн операцій в секунду. Створення MS DOS 4.01 і Windows 3.0. IBM представляє новий стандарт відеоплат — XGA — як заміну традиційному VGA (роздільна здатність 1024x768 точок з підтримкою 65 тисяч кольорів). Розроблено специфікація стандарту інтерфейсу SCSI-2.
- 1991 — Apple представляє перший монохромний ручний сканер. AMD представляє вдосконалені «клони» процесорів Intel — 386DX з тактовою частотою 40 МГц, a Intel — процесор 486 SX з частотою 20 МГц (близько 900 000 транзисторів). Затверджено перший стандарт мультімедіакомпьютера, створений Microsoft у співдружності з рядом найбільших виробників ПК — МРС. Перша стерео музична карта — 8-бітний Sound Blaster Pro. IBM представляє перший ноутбук з екраном на основі активної кольоровий рідкокристалічної матриці (AC LCD) — Thinkpad 700C.
- 1992 — NEC випускає перший привід CD-ROM з подвоєною швидкістю. Intel представляє процесор 486DX2/40 з «подвоєнням» частоти системної шини (1,25 млн транзисторів). Швидкість — 41 млн операцій в секунду. Одночасно Cyrix випускає на ринок «урізаний» процесор 486SLC (з відключеним співпроцесором).

### Мережі
- 9 жовтня 1876 — Александер Грем Белл організував перші телефоні переговори по телеграфних дротах.
- 15 жовтня 1950 — запущена перша служба радіопейджінга.
- У вересні 1980 — опублікована специфікація Ethernet.

### Інтернет
- 12 листопада 1990 — фахівець з інформатики Тім Бернерс-Лі опублікував пропозиції по системі гіпертекстових діаграм, давши їй назву World Wide Web.
- 18 вересня 1998 — сформована некомерційна організація ICANN для управління системою доменних імен.

## Програмне забезпечення
- 9 вересня 1945 — був офіційно зареєстрований перший в історії баг

  У цей день вчені Гарвардського університету, які тестували обчислювальну машину Mark II Aiken Relay Calculator, знайшли метелика, що застряг між контактами електромеханічного реле. Комаху було вклеєно в технічний журнал з супровідним написом: «First actual case of bug being found». 
- 9 вересня 1994 — Марк Андріссен представив публіці свій новий веббраузер, що отримав назву Mosaic Netscape.

### Прикладне ПЗ
- 13 жовтня 1982 — представлені електронні таблиці Lotus 1-2-3.
- 30 вересня 1985 — випущені електронні таблиці Microsoft Excel.
- 19 жовтня 1998 — Міністерство юстиції США висунуло проти Microsoft антимонопольний позов.

### Операційні системи
- 3 листопада 1971 — було опубліковано підготовлене дослідниками Bell Labs керівництво Unix Programmer's Manual, яке стало першою документацією по Unix.

## Діячі
- 2 листопада 1815 — народився Джордж Буль, автор двійковій (булевої) логіки.
- 7 вересня 1912 — народився Девід Паккард, один із засновників Hewlett-Packard.
- 10 січня 1938 — народився Д. Кнут, автор книги Мистецтво програмування.
- 28 жовтня 1955 — в Сіетлі народився Білл Гейтс, засновник компанії Microsoft.
- 6 жовтня 1996 — помер від тяжких травм, отриманих в автомобільній катастрофі, Сеймур Крей, творець першого суперкомп'ютера Cray-1.